# 栗原光沢吉
栗原 光沢吉（くりはら つやきち、1897年2月28日 - 1996年3月）は、日本の盲目の盲学校教師で、大正から昭和にかけての盲教育事情についての著作を多く著した。

## 生涯
1897年（明治30年）2月28日に、群馬県南橘村（現前橋市）で生まれた。両親は従兄妹どうしの結婚だったが、婚家の小姑が多かったりして、早期に離婚にいたる。その離婚時の条件として、光沢吉は最初の1年間を母親に養育されたが、その後は父親の家で育つ。1900年に群馬県北橘村の小学校教師栗原又一とハツ夫妻の養子になる。小学校入学前から夜にはよく見えない状態となり、小学生のころには、弱視がしだいに進む。高等小学校を卒業した後は、小さな字が読めないため旧制中学への進学もできず、職業訓練もできず、悶々と過ごす。やがて、前橋の師範学校の付属の教室で按摩や鍼を教えているので、ここを卒業すれば開業して独立できることを知る。1913年（大正2年）4月9日に、訓盲所と呼ばれていたこの学級に入る。訓盲所は全生徒12～13人、教室は1つ、公的に認められたものでなく数少ない篤志家の熱意と努力で支えられていた。ここで初めて点字を知る。
訓盲所から東京盲学校に進んだ先輩から、そのレベルの高い教育を聞き、東京盲学校へ入学を希望するようになる。月10円（食費・寄宿舎費が7円）の就学費の工面に苦労するが、1914年4月10日に初めて東京盲学校へ行き、普通科4年（5年制）、技芸科（鍼按科）2年（4年制）に編入学、寄宿舎に入る。詠歌を塙忠雄に、作文を石川重幸に、 鍼按を小川源助に、マッサージを富岡兵吉に学ぶ。校長は町田則文であった。
1916年には師範科に進むが、学校から特待生として月4円を受け、訪問マッサージによる収入を加えて就学費を得るようになる。
1919年3月、東京盲学校師範科を卒業し、私立前橋盲学校の教師になる。ただし俸給は5円だった。これは、同じ年に卒業した他の同級生の多くが俸給20円で盲学校に職を得ているのに比べても少ない。栗原にも、他の盲学校へ行けばもっと俸給の高い話はあった。しかし、それでは世話になった養父母といっしょには暮らせないので、前橋に戻る道を選んだのである。また、前橋盲の経営は、後援会の会費が中心でまことに苦しく、校長が放課後に会員の家庭をまわって10銭・20銭という会費を集めて運営しているという状況で、栗原自身も5円の報酬（ただし通勤二十数kmの定期券代が3～4円だった）に納得していた。だから、どの教師も、午前は授業、午後は鍼・按摩・マッサージの治療を行って生活費を得る状態だった。学校自体も、教室があって、机もイスも古くはあったが一通り備えられ、実習室としての畳の部屋もあった。しかし、教室の境は板戸や障子であり、教具としては骨格人体模型とベビーオルガンがあるだけだった。
1924年に黒沢てつと結婚した。黒沢家は父親（養父）の遠縁にあたり、父親の黒沢長八郎は東京で弁護士をしていた。そのため、東京盲学校入学に際しての保証人を頼んでいたし、長男に上野を案内してもらったり、盲学校の音楽会に来てもらったり、家族との付き合いがあった。妻は晴眼者だったから、治療に来る人の応対だけでなく、新聞や書物を読んでもらうことができた。2男2女を得たが、長女を5歳の時に病気で喪った。
1927年（昭和2年）4月、群馬県立盲唖学校が開校し、私立前橋盲学校の生徒・職員はここに移籍する。群馬県立盲唖学校は、私立前橋盲学校のほか、桐生盲学校、高崎聾唖学校が合併移転したもので、当初の生徒数約20名、教師4名、事務職員1名であった。同年7月には、2000坪あまりの敷地に、県下の校舎では初の鉄筋コンクリート2階建てだった。中央の玄関から西を盲部が、東を聾唖部が使い、北側にある寄宿舎との渡り廊下の両側に、それぞれの運動場があった。寄宿舎も1階が盲生、2階が聾唖生で、浴室・食堂・調理室・舎監室などが完備していた。
1957年3月に群馬県立盲学校を定年退職し、長男が住んでいた東京都杉並区に住まいを移す。退職後は、日本点字図書館の本の校正をボランティアでしたり、盲教育中心に歴史を証言する文章を書いた。1996年3月 逝去、享年99

## 年譜
- 1897年2月28日 群馬県南橘村（現前橋市）で生まれる
- 1900年 群馬県北橘村の小学校教師栗原又一とハツ夫妻の養子になる
- 1911年 桃川高等小学校を卒業する。小学校入学前から夜にはよく見えない状態となり、小学生のころには弱視がしだいに進む。そのため旧制中学への進学もできず、職業訓練もできなかった
- 1913年 前橋市の訓盲所に通い、普通科目・鍼按科を学習する
- 1914年 東京盲学校普通科4年（5年制）、技芸科（鍼按科）2年（4年制）に編入学する
- 1916年 東京盲学校普通科を卒業し、専攻科・鍼按科4年生になる
- 1916年 東京盲学校師範科に入学する
- 1919年3月 東京盲学校師範科を卒業し、私立前橋盲学校の教師になる。ただし俸給は少なく、どの教師も、午前は授業、午後は鍼・按摩・マッサージの治療を行う状態だった
- 1924年 黒沢てつと結婚
- 1927年 群馬県立盲唖学校が開校し、私立前橋盲学校の生徒・職員はここに移籍する
- 1934年（昭和9年） 群馬県立盲唖学校内に治療部を設置
- 1948年（昭和23年） 長い間の懸案であった盲聾分離が実現し、群馬県立盲学校になる。しかし、建物は従来通りで、校長も兼任であった。校長の分離は1953年から、校舎の分離は1955年だった
- 1957年 群馬県立盲学校を退職し、住居を東京都杉並区に移す。退職後は、日本点字図書館の本の校正をボランティアでしたり、盲教育中心に歴史を証言する文章を書いた
- 1996年3月 逝去、享年99

## 著書
- 『富岡兵吉先生の思い出』桜雲会、点字出版
- 『瀬間福一郎先生の思い出』桜雲会、点字出版
- 『富岡兵吉先生の思い出』1971年、ガリ版印刷
- 『大正の東京盲学校』あずさ書店、1986年1月、B6判223ページ
- 『点字器とのあゆみ』あずさ書店、1988年8月、B6判157ページ
- 『群馬の盲教育をかえりみて』あずさ書店、1989年8月、A5判606ページ
- 『点字の輝きに生きる』あずさ書店、1990年7月、B6判197ページ
- 『光うすれいく時―明治の盲少年が教師になるまで―』あずさ書店、1993年5月、B6判136ページ
- 『点字器とのあゆみ』『光うすれいく時―明治の盲少年が教師になるまで―』大空社、1998年（「盲人たちの自叙伝 51」第3期20冊の1冊として上掲2冊を合本復刻）
- 『光うすれいく時―明治の盲少年が教師になるまで―』文芸社、2007年（上掲のものを再録）